# Жирянка крупноцветковая
Жиря́нка крупноцветко́вая (лат. Pinguicula grandiflora) — многолетнее насекомоядное растение; вид рода Жирянка (Pinguicula) семейства Пузырчатковые (Lentibulariaceae).

## Описание
Многолетнее растение с довольно крепким железисто-опушенным стеблем длиной 8—15 см. Широкие, плоские, продолговато-яйцевидные, прижатые к земле лопатчатые листья около 7,5—10 см длиной, 1—3 см в ширину, слегка завернуты по краям. Отличается сравнительно крупными цветками (25—35 мм). Цветки фиолетовые с беловатой серединкой, 5-лепестковые, с длинными шпорцами на тонких цветоносах около 10 см длиной высоко подняты над розеткой листьев, чашечка железистая. Цветёт с мая по август. Плод — коричневая яйцевидно-коническая коробочка. Семена эллипсоидальные около 1 мм длиной. Осенью листья исчезают, и растение образует зимующие почки.

## Подвиды
Кроме типичного подвида Pinguicula grandiflora subsp. grandiflora описан подвид Pinguicula grandiflora subsp. rosea (Mutel) Casper, отличающийся светло-розовыми цветками. Это эндемичный для Франции подвид, растёт на известняковых горах у Гренобля.

## Распространение
Европейский вид жирянки, в природе встречается на западе Ирландии и в горах Юго-Западной Европы (Испания, Андорра, Франция, Северная Италия и Швейцария). Интродуцирован в Англию и Новую Зеландию, а также, возможно, в Швецию и Колумбию.

## Экология
Растёт по торфяникам, на влажных тенистых скалах, преимущественно известняковых отложениях, у водоёмов, на заболоченных лугах на высоте 500—2500 метров над уровнем моря.